# Тревор Бенджамін
Тревор Джуніор Бенджамін (англ. Trevor Junior Benjamin; нар. 8 лютого 1979, Кеттерінг, Англія) — ямайський та англійський футболіст, виступав на позиції нападника з 1995 по 2012 рік.
Яскравий приклад «кочового футболіста», який за свою кар'єру змінив 29 команд, а в період з 1995 по 2008 рік зіграв 350 матчів у Футбольній лізі Англії. Також є рекордсменом за кількістю клубів ліги, в яких зіграв хоча б один матч — 16. Відомий своїми виступами за «Лестер Сіті» в Прем'єр-лізі, до складу якого перейшов 2000 року з «Кембридж Юнайтед». Виступав за молодіжну збірну Англії, але згодом провів 2 поєдинки у футболці національної збірної Ямайки. Бенджамін виступав у Футбольній лізі за «Крістал Пелес», «Норвіч Сіті», «Вест-Бромвіч Альбіон», «Джиллінгем», «Рашден енд Даймондс», «Брайтон енд Гоув Альбіон», «Нортгемптон Таун», «Ковентрі Сіті», «Пітерборо Юнайтед», «Вотфорд», «Свіндон Таун», «Бостон Юнайтед», «Волсолл» та «Герефорд Юнайтед».
У віці 28 років Бенджамін вибув з професіонального футболу і вперше підписав контракт з представником Північної Конференції «Гейнсборо Триніті». Потім грав за «Нортвіч Вікторія», «Геднесфорд Таун», «Веллінгборо Таун», «Кідсгроу Атлетік», «Тамворт», «Гаррогейт Таун» та «Вокінг». У 2010 році ненадовго приєднався до австралійської напівпрофесіональної команди «Саншайн Джордж Крос», але не зміг дебютувати за команду і повернувся до нижчолігових англійських турнірів, де продовжував виступати за «Бедлінгтон Терр'єрс», «Роксгем» та «Морпет Таун». Спочатку виступав у «Морпеті» з Бедлінгтона в оренді, але в листопаді 2010 року призначений граючим тренером клубу, яким керував до завершення сезону 2010/11 років.

## Клубна кар'єра

### «Кембридж Юнайтед»
Бенджамін виріс у Веллінгборо, Нортгемптоншир, підтримував «Арсенал», а кумиром Тревора був Іан Райт. Його першим клубом був «Веллінгборо Колтс», де виступав на позицію нападника, здобув репрезентативні нагороди в Нортгемптонширі. Талант Тревора помітили інші клуби, він навіть зіграв товариський матч за «Кеттерінг Таун» разом зі своїм братом Річардом. Тревор грав у молодіжній команді клубу, після чого почав регулярно забивати за резервну команду.
Потім підписав юніорський контракт з «Кембридж Юнайтед», де дебютував у 16-річному віці в нічийному (0:0) поєдинку проти «Джиллінгема», за час виступів у команді відзначився 46 голами у 146 матчах. У вересні 1998 року також відзначився двома голами (по одному голу в першому та другому матчі), оскільки представник Третього дивізіону «Кембридж» вибив представника Прем'єр-ліги «Шеффілд Венсдей» із Кубку Ліги з загальним рахунком 2:1. У грудні 1999 року відзначився голом за Кембридж, чим допоміг вибити представника другого дивізіону «Крістал Пелес» з Кубку Англії.

### «Лестер Сіті»

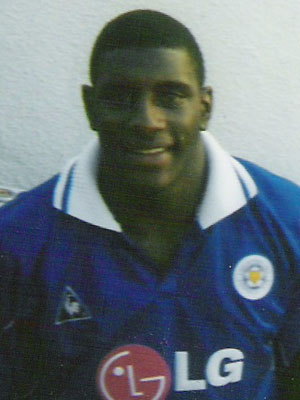
Тревор Бенджамін під час виступів за «Лестер Сіті».

Після декількох вражаючих матчів за «Кембридж Юнайтед», Бенджамін підписав контракт за «Лестер Сіті» (де його темпи роботи та святкування голів показали, що він став культовим діячем). З ініціативи Пітера Тейлора «лисиці» заплатили за нападника 1,3 мільйона фунтів стерлінгу, Тревора придбали на заміну Емілю Гескі, який перейшов до Ліверпуля.
Дебютував за «Лестер» 1 жовтня 2000 року в нічийному (0:0) поєдинку проти «Сандерленда». Дебютним голом за нову команду відначився 15 листопада в переможному (3:0) поєдинку проти «Мідлсбро», але в той же час цей гол виявився єдиним для нападника в сезоні. Бенджамін продовжує утримувати рекорд клубу за кількістю зіграних матчів, після виходу на поле з лави запасних.
У сезоні 2002/02 років виступав в оренді в трьох клубах. Спочатку відправився в оренду до «Крістал Пелес», де відзначився голом у воротах «Бредфорд Сіті» в шести матчах. Потім перейшов в оренду до «Норвіч Сіті» зіграв 6 поєдинків, після чого перейшов в оренду до «Вест-Бромвіч Альбіон», за який відзначився голом у дебютному поєдинку проти «Барнслі»  та допоміг «Вест-Бромвічу» вийти до Прем'єр-ліги Англії. Весь сезон 2002/03 років Тревор провів у «Лестері». Наступний вояж в оренду припав на вересень 2003 року у «Джиллінгемі», де відзначився голом у своєму дебютному поєдинку проти «Вест Гем Юнайтед». У листопаді 2003 року відправився в оренду до «Рашден енд Даймондс», у складі якого відзначився голом у воротах «Порт Вейла». У січні 2004 року відправився в чергову оренду, цього разу до «Брайтон енд Гоув Альбіон». У «Брайтоні» відзначився п'ятьма голами у десяти матчах чемпіонату, а головний тренер Марк Макгі прагнув продовжити орендну угоду до кінця сезону. Тим не менше в березні 2004 року Тревор повернувся до «Лестера», а Брайтон за його відсутності виборов право підвищитися в складі. У січні 2005 року новий головний тренер «Лестер Сіті» Крейг Левейн вирішив розірвати контракт з Бенджаміном.

### «Нортгемптон Таун» та «Ковентрі Сіті»
19 січня 2005 року, після декількох тижнів виступів в оренді, підписав повноцінний контракт з «Нортгемптон Таун». Згодом до кінця сезону Тревора підписав головний тренер «Ковентрі Сіті» Мікі Адамс (під керівництвом якого Бенджамін грав у «Лестері»), але в складі команди відзначився лише одним голом, у воротах «Вотфорда».

### «Пітерборо Юнайтед» та «Герефорд Юнайтед»
Влітку 2005 року Бенджамін знову отримав статус вільного агента, а згодом підписав 3-річний контракт з «Пітерборо Юнайтед», при цьому гравець зазначив, що його головною мотивацією було здобуття місця в першій команді. Згодом виступав в оренді за «Вотфорд», «Свіндон Таун», «Бостон Юнайтед» та «Волсолл». 1 серпня 2007 року підписав контракт з «Герефорд Юнайтед». У новій команді дебютував 11 серпня 2007 року в нічийному (0:0) поєдинку проти «Ротергем Юнайтед». Дебютним голом відзначився тижднем по тому, реалізувавши пенальті в переможному (2:1) виїзному поєдинку проти «Барнета». У першій частині сезону продовжував демонструвати вражаючу форму, став улюблецем фанатів на Едгар-Стріт, відзначившись значною кількістю голів. Однак наприкінці січня він не зіграв черговий матч за «биків» після поразки від «Кардіффа», ця подія збіглася з приходом в оренду Гері Гупера.

### Виступи у нижчих дивізіонах
19 травня 2008 року «Герефорд Юнайтед» надали Бенджаміну статус вільного агента, при цьому керівництво клубу зазначили, що його послуги не знадобляться в наступному сезоні, незважаючи на те, що в цьому сезоні ямаєць став третім найкращим бомбардиром клубу. У серпні 2008 року на безконтрактних умовах приєднався до представника Північної Конференції «Гейнсборо Триніті», але вже через тиждень після переходу до «Гейнсборо Триніті», Lincolnshire Echo повідомило, що гравець також тренувався з «Челтнем Таун». Незважаючи на це, Тревор звільнений «розчарованим» Стівом Чарльзом всього після трьох зіграних матчів за команду, при цьому «блюзи» зазначили, що ямайський зюірник розчарував їх у своїх матчах.
На початку сезону 2008/09 років Тревор побував на перегляді в «Челтнем Таун», «Джиллінгемі» та «Борнмуті», але жодному з трьох клубів не підійшов. Головний тренер «Борнмута» Джиммі Квін сказав про гравця: «Він не той, кого я шукаю, ймовірно, минув термін його продажу». 10 жовтня 2008 року Бенджамін підписав контракт за «Нортвіч Вікторія», але через три тижні в рамках заходів щодо скорочення витрат отримав статус вільного агента. Потім зіграв один матч у «Геднесфорд Тауні» в Прем'єр-дивізіоні Північній Прем'єр-лізі, але після декількох матчів клуб відмовився від його послуг. Декілька тижнів потому Бенджамін опустився вниз по неліговій драбині, щоб підписати контракт з клубом рідного міста у «Веллінгборо Таун» у футбольній лізі Об'єднаних округів. Відзначився голом у своєму дебютному поєдинку (2:2) проти з «Раундс Таун». Влітку 2008 року повідомлялося в пресі про зацікавленість ним з боку «Честер Сіті».
Однак Бенджамін перейшов до «Кідсгроу Атлетік» з Дивізіону Один «Південь» Північної Прем'єр-ліги, дебютувавши за команду 14 лютого 2009 року у переможному (5:2) поєдинку проти «Брігг Таун». Протягом сезону 2008/09 років зіграв 12 матчів у чемпіонаті та ще два поєдинку в Кубку старших команд Стаффордширу, допомігши їм 22 квітня 2009 року виграти фінал. Але Тревор нещодавно заявив, що хотів би повернутися до футбольного чемпіонату після повного одужання від очної інфекції. Напередодні старту нового сезону побував на перегляді «Рашден-енд-Даймондс». 7 серпня 2009 року, після успішного перегляду, Тревор Бенджамін підписав контракт з новачками Національної конференції «Тамворт».
Наступного дня дебютував у виїзному поєдинку на Національної конференції проти «Стівенідж». Бенджамін замінив півзахисника Тома Шоу на 79-й хвилині. Поєдинок завершився з нічийним рахунком 1:1. Потім перейшов у «Гаррогейт Таун» з Північної конференції, дебютувавши в команді 3 жовтня 2009 року в програному (2:3) поєдинку проти «Нортвіч Вікторія» та відзначився двома голами. У своєму другому виступі проти «Дройлсдена» відзначився голом після виконання приголомшливим штрафним ударом на останніх хвилинах гри. Залишив команду в листопаді після того, як його контракт не було продовжено.
21 листопада 2009 року дебютував за «Вокінг» в переможному (6:0) поєдинку Трофея ФА проти «Сент-Олбанс Сіті». Після цього зіграв ще два матчі за команду, а напередодні матчу 5 грудня 2009 року проти «Бішоп Стортфорд» отримав статус вільного агента. У лютому 2010 року перейшов у «Бедлінгтон Терр'єрс» з Першого дивізіону Північної ліги. Наступного місяця відправився у короткострову оренду до «Роксгема» з Прем'єр-дивізіону Ліги східних графств.
У вересні 2010 року його знову віддали в оренду місцевому супернику «Тер’єрів», «Морпет Таун». Після двох безгольових виступів, домашня поразка від «Марске Юнайтед» (0:3) та виїної поразки (1:2) проти «Ньютон Айкліфф», а після відходу попереднього головного тренера Тома Вейда став граючим головним тренером «Морпет Таун». Незабаром після звільнення він підписав контракт із «Сітон Делаверс Аматорс».

## Кар'єра в збірній
У футболці молодіжної збірної Англії зіграв один матч, 24 травня 2001 року вийшов на заміну в поєдинку проти Мексики на Філберт Стріт.
У складі національної збірної Ямайки дебютував 20 листопада 2002 року в Лагосі проти Нігерії.

## Особисте життя
Після завершення футбольної кар'єри Бенджамін запустив власну марку воротарських рукавичок під назвою Locust UK.

## Статистика виступів

### Клубна
| Клуб                       | Ліга                              | Рівень            | Сезон             | Ліга  | Ліга | Кубок ФА | Кубок ФА | Кубок ліги | Кубок ліги | Трофей ФЛ | Трофей ФЛ | Загалом | Загалом |
| Клуб                       | Ліга                              | Рівень            | Сезон             | Матчі | Голи | Матчі    | Голи     | Матчі      | Голи       | Матчі     | Голи      | Матчі   | Голи    |
| -------------------------- | --------------------------------- | ----------------- | ----------------- | ----- | ---- | -------- | -------- | ---------- | ---------- | --------- | --------- | ------- | ------- |
| «Кембридж Юнайтед»         | Третій дивізіон                   | 4                 | 1995–96           | 5     | 0    | 0        | 0        | 0          | 0          | 0         | 0         | 5       | 0       |
| «Кембридж Юнайтед»         | Третій дивізіон                   | 4                 | 1996–97           | 7     | 1    | 0        | 0        | 1          | 0          | 0         | 0         | 8       | 1       |
| «Кембридж Юнайтед»         | Третій дивізіон                   | 4                 | 1997–98           | 25    | 4    | 3        | 1        | 2          | 0          | 0         | 0         | 30      | 5       |
| «Кембридж Юнайтед»         | Третій дивізіон                   | 4                 | 1998–99           | 42    | 10   | 2        | 1        | 5          | 4          | 3         | 2         | 52      | 17      |
| «Кембридж Юнайтед»         | Другий дивізіон                   | 3                 | 1999–00           | 44    | 20   | 5        | 3        | 2          | 0          | 0         | 0         | 51      | 23      |
| «Лестер Сіті»              | Прем'єр-ліга                      | 1                 | 2000–01           | 21    | 1    | 3        | 0        | 1          | 0          | 0         | 0         | 25      | 1       |
| «Лестер Сіті»              | Прем'єр-ліга                      | 1                 | 2001–02           | 11    | 0    | 0        | 0        | 1          | 0          | 0         | 0         | 12      | 0       |
| «Лестер Сіті»              | Перший дивізіон                   | 2                 | 2002–03           | 35    | 8    | 1        | 0        | 3          | 1          | 0         | 0         | 39      | 9       |
| «Лестер Сіті»              | Прем'єр-ліга                      | 1                 | 2003–04           | 4     | 0    | 0        | 0        | 0          | 0          | 0         | 0         | 4       | 0       |
| «Лестер Сіті»              | Чемпіоншип                        | 2                 | 2004–05           | 10    | 2    | 0        | 0        | 0          | 0          | 0         | 0         | 10      | 2       |
| «Крістал Пелес»            | Перший дивізіон                   | 2                 | 2001–02           | 6     | 1    | 0        | 0        | 0          | 0          | 0         | 0         | 6       | 1       |
| «Норвіч Сіті»              | Другий дивізіон                   | 2                 | 2001–02           | 6     | 0    | 0        | 0        | 0          | 0          | 0         | 0         | 6       | 0       |
| «Вест-Бромвіч Альбіон»     | Перший дивізіон                   | 2                 | 2001–02           | 3     | 1    | 0        | 0        | 0          | 0          | 0         | 0         | 3       | 1       |
| «Джиллінгем»               | Перший дивізіон                   | 2                 | 2003–04           | 4     | 1    | 0        | 0        | 0          | 0          | 0         | 0         | 4       | 1       |
| «Рашден енд Даймондс»      | Другий дивізіон                   | 3                 | 2003–04           | 6     | 1    | 0        | 0        | 0          | 0          | 0         | 0         | 6       | 1       |
| «Брайтон енд Гоув Альбіон» | Другий дивізіон                   | 3                 | 2003–04           | 10    | 5    | 0        | 0        | 0          | 0          | 0         | 0         | 10      | 5       |
| «Нортгемптон Таун»         | Другий дивізіон                   | 4                 | 2004–05           | 5     | 2    | 0        | 0        | 0          | 0          | 0         | 0         | 5       | 2       |
| «Ковентрі Сіті»            | Чемпіоншип                        | 2                 | 2004–05           | 12    | 1    | 0        | 0        | 0          | 0          | 0         | 0         | 12      | 1       |
| «Пітерборо Юнайтед»        | Другий дивізіон                   | 4                 | 2005–06           | 20    | 1    | 2        | 1        | 0          | 0          | 2         | 1         | 24      | 3       |
| «Пітерборо Юнайтед»        | Другий дивізіон                   | 4                 | 2006–07           | 27    | 7    | 3        | 0        | 2          | 2          | 1         | 0         | 33      | 9       |
| «Вотфорд»                  | Чемпіоншип                        | 2                 | 2005–06           | 2     | 0    | 0        | 0        | 0          | 0          | 0         | 0         | 2       | 0       |
| «Свіндон Таун»             | Другий дивізіон                   | 3                 | 2005–06           | 8     | 2    | 0        | 0        | 0          | 0          | 0         | 0         | 8       | 2       |
| «Бостон Юнайтед»           | Другий дивізіон                   | 4                 | 2006–07           | 3     | 0    | 0        | 0        | 0          | 0          | 0         | 0         | 3       | 0       |
| «Волсолл»                  | Другий дивізіон                   | 4                 | 2006–07           | 8     | 2    | 0        | 0        | 0          | 0          | 0         | 0         | 8       | 2       |
| «Геднесфорд Таун»          | Другий дивізіон                   | 4                 | 2007–08           | 34    | 10   | 6        | 1        | 2          | 0          | 1         | 0         | 43      | 11      |
| «Гейнсборо Триніті»        | Північна конференція              | 6                 | 2008–09           | 3     | 0    | 0        | 0        | 0          | 0          | 0         | 0         | 3       | 0       |
| «Нортвіч Вікторія»         | Національна конференція           | 5                 | 2008–09           | 2     | 0    | 1        | 0        | 0          | 0          | 0         | 0         | 3       | 0       |
| «Геднесфорд Таун»          | Прем'єр-дивізіон НПЛ              | 7                 | 2008–09           | 1     | 0    | 0        | 0        | 0          | 0          | 0         | 0         | 1       | 0       |
| «Веллінгборо Таун»         | Футбольна ліга Об'єднаних округів | 9                 | 2008–09           | 2     | 1    | 0        | 0        | 0          | 0          | 0         | 0         | 2       | 1       |
| «Кідсгроу Атлетік»         | Прем'єр-ліги Півночі              | 8                 | 2008–09           | 12    | 3    | 0        | 0        | 0          | 0          | 0         | 0         | 12      | 3       |
| «Тамворт»                  | Національна конференція           | 5                 | 2009–10           | 4     | 1    | 0        | 0        | 0          | 0          | 0         | 0         | 4       | 1       |
| «Гаррогейт Таун»           | Північна конференція              | 6                 | 2009–10           | 5     | 3    | 0        | 0        | 0          | 0          | 0         | 0         | 5       | 3       |
| «Вокінг»                   | Південна конференція              | 6                 | 2009–10           | 2     | 0    | 0        | 0        | 0          | 0          | 0         | 0         | 2       | 0       |
| «Бедлінгтон Терр'єрс»      | Перший дивізіон ПЛ                | 9                 | 2009–10           | 1     | 1    | 0        | 0        | 0          | 0          | 0         | 0         | 1       | 1       |
| «Бедлінгтон Терр'єрс»      | Перший дивізіон ПЛ                | 9                 | 2010–11           | 1     | 0    | 0        | 0        | 0          | 0          | 0         | 0         | 1       | 0       |
| «Роксгем»                  | ФЛ Східних округів                | 9                 | 2009–10           | 3     | 0    | 0        | 0        | 0          | 0          | 0         | 0         | 3       | 0       |
| «Морпет Таун»              | Дивізіон два ПЛ                   | 10                | 2010–11           | 2     | 0    | 0        | 0        | 0          | 0          | 0         | 0         | 2       | 0       |
| Усього за кар'єру          | Усього за кар'єру                 | Усього за кар'єру | Усього за кар'єру | 396   | 89   | 26       | 7        | 19         | 7          | 7         | 3         | 448     | 106     |